# Charles Frederic Ulrich

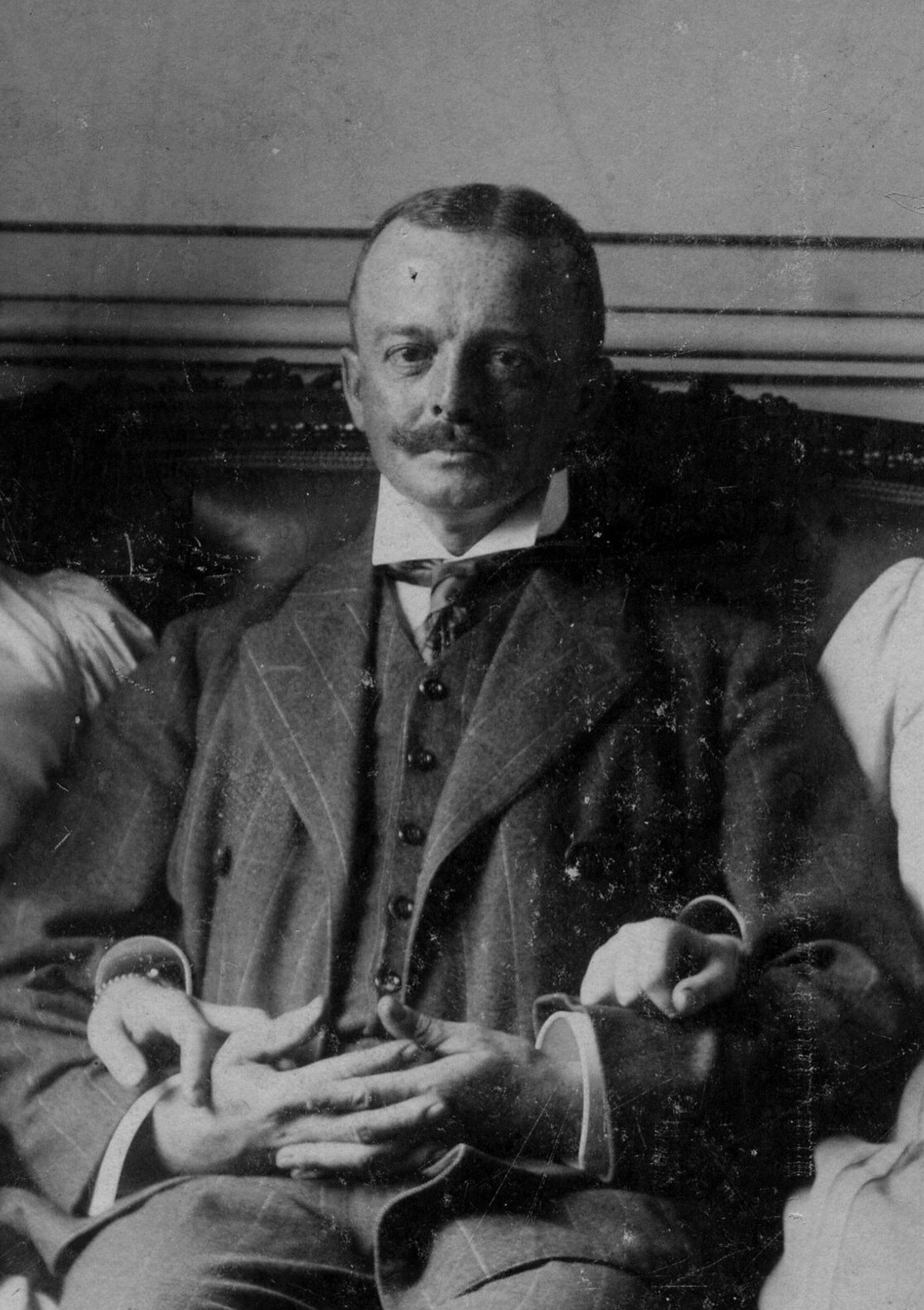
Charles Frederic Ulrich

Charles Frederic Ulrich (New York, 18 oktober 1858 - Berlijn, 15 mei 1908) was een Amerikaans kunstschilder. Hij maakte vooral genrewerken en portretten. In 1884 verbleef hij enige maanden in Nederland.

## Leven en werk
Ulrich studeerde aan de National Academy of Design en de Cooper Union in New York. In 1875 vertrok hij naar Europa om er te studeren aan de Kunstacademie van München, waar hij deel uitmaakte van de kring rondom Frank Duveneck en bevriend raakte met John Henry Twachtman. Net als de door hem bewonderde William Merritt Chase had Ulrich veel belangstelling voor het werk van Antoon van Dyck en met name Frans Hals. Dat bracht hem, na korte tijd te zijn teruggekeerd naar de Verenigde Staten, in 1884 voor bijna een half jaar naar Haarlem, samen met zijn vriend Robert Frederick Blum. Hij maakte er een viertal genrewerken: De stadsdrukkerij, Haarlem, Holland, een portret van een letterzetter, een portret van een jonge die kranten telt in een drukkerij en een tafereel in een weeshuis. Vervolgens bleef hij in Europa, onder andere in Venetië. Later woonde hij onder andere nog in Rome, wederom München en Sevilla. In 1897 huwde hij de bijna twintig jaar jongere bankiersdochter Margarethe Oppenheim (1877-1939). Hij overleed in 1908 te Berlijn aan een longontsteking, bijna vijftig jaar oud.
Ulrichs schilderde veel genrewerken in een naturalistische stijl, vaak met een sociale inslag. Zijn portretten vertonen een sterke invloed van de zeventiende-eeuwse Hollandse schilderkunst en kenmerken zich door een zekere verfijning, onder invloed van het werk van Pieter de Hooch en Johannes Vermeer. Veel van zijn schilderijen werden gekocht door kunstverzamelaar Thomas B. Clarke, die als zijn ontdekker geld. Werk van Ulrich bevindt zich onder andere in de collecties van het Metropolitan Museum of Art en het Brooklyn Museum te New York, het Philadelphia Museum of Art en de Fine Arts Museums of San Francisco.

## Galerij

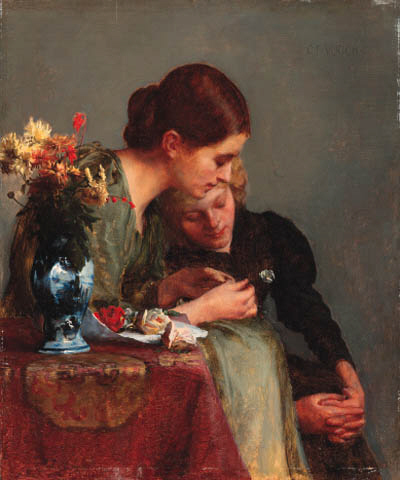
Bloemen
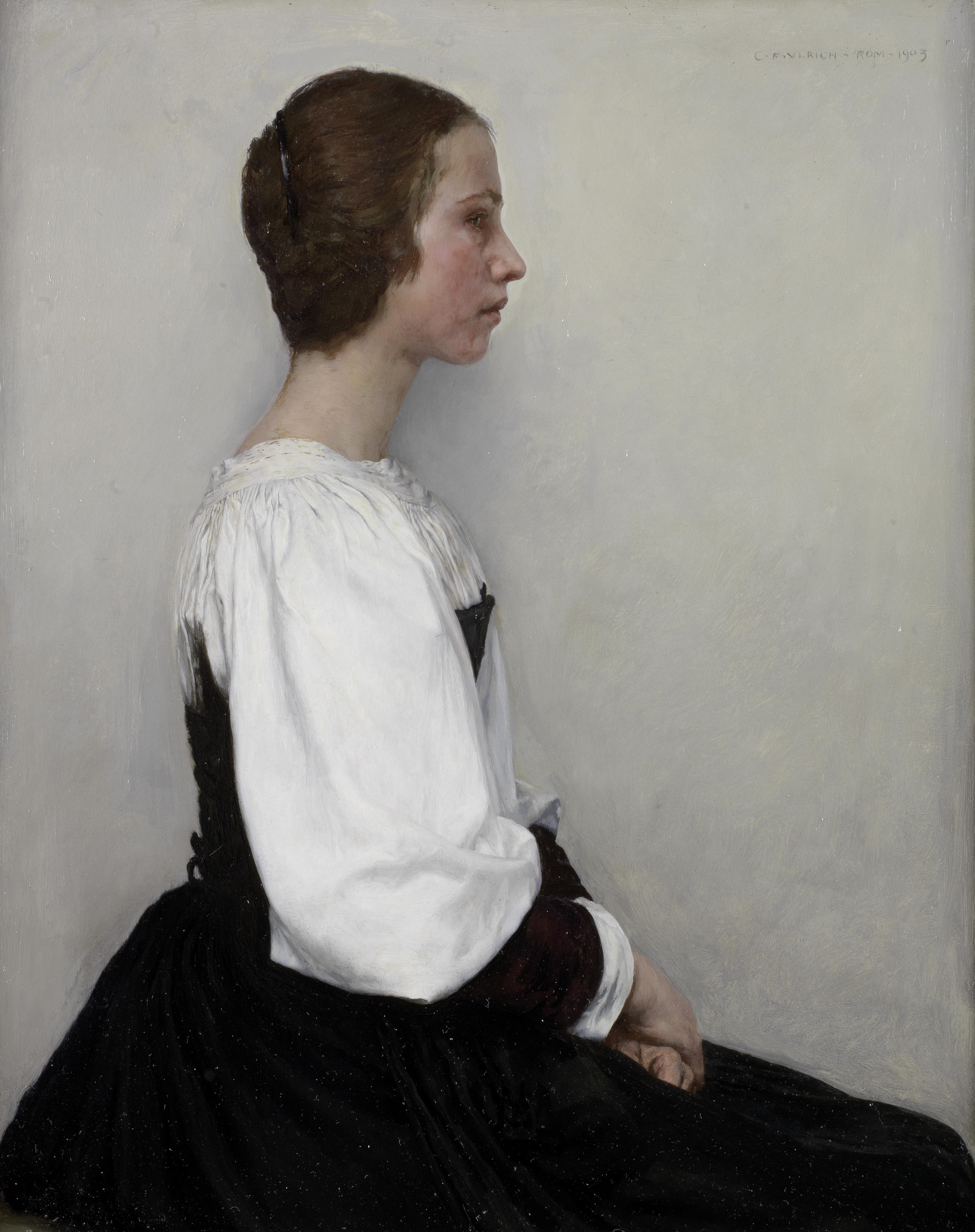
Portret van een jonge vrouw
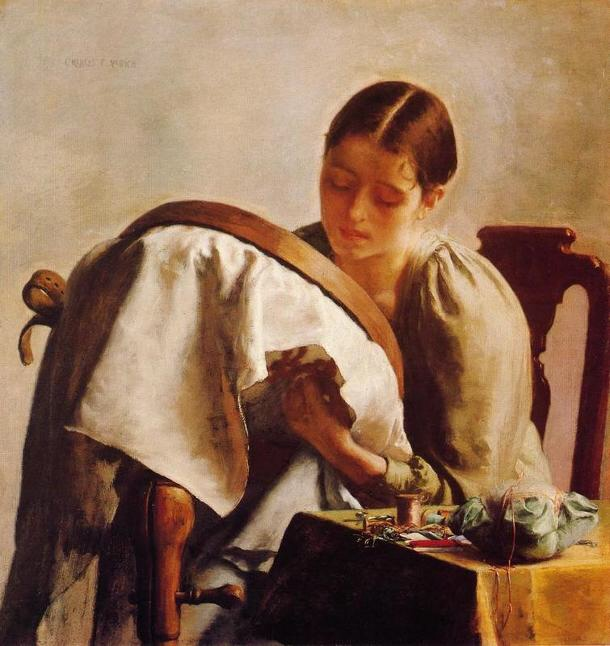
Jong meisje, bordurend
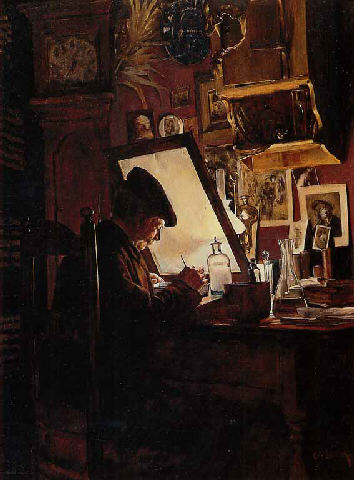
Etser in zijn studio
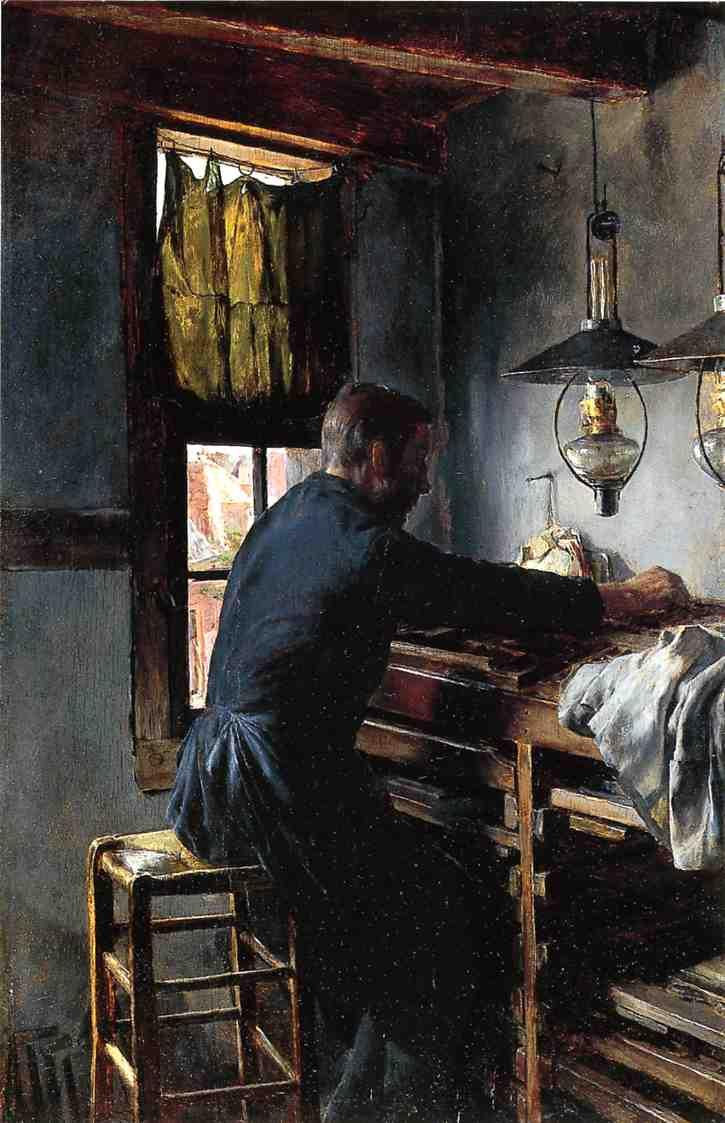
Hollandse letterzetter
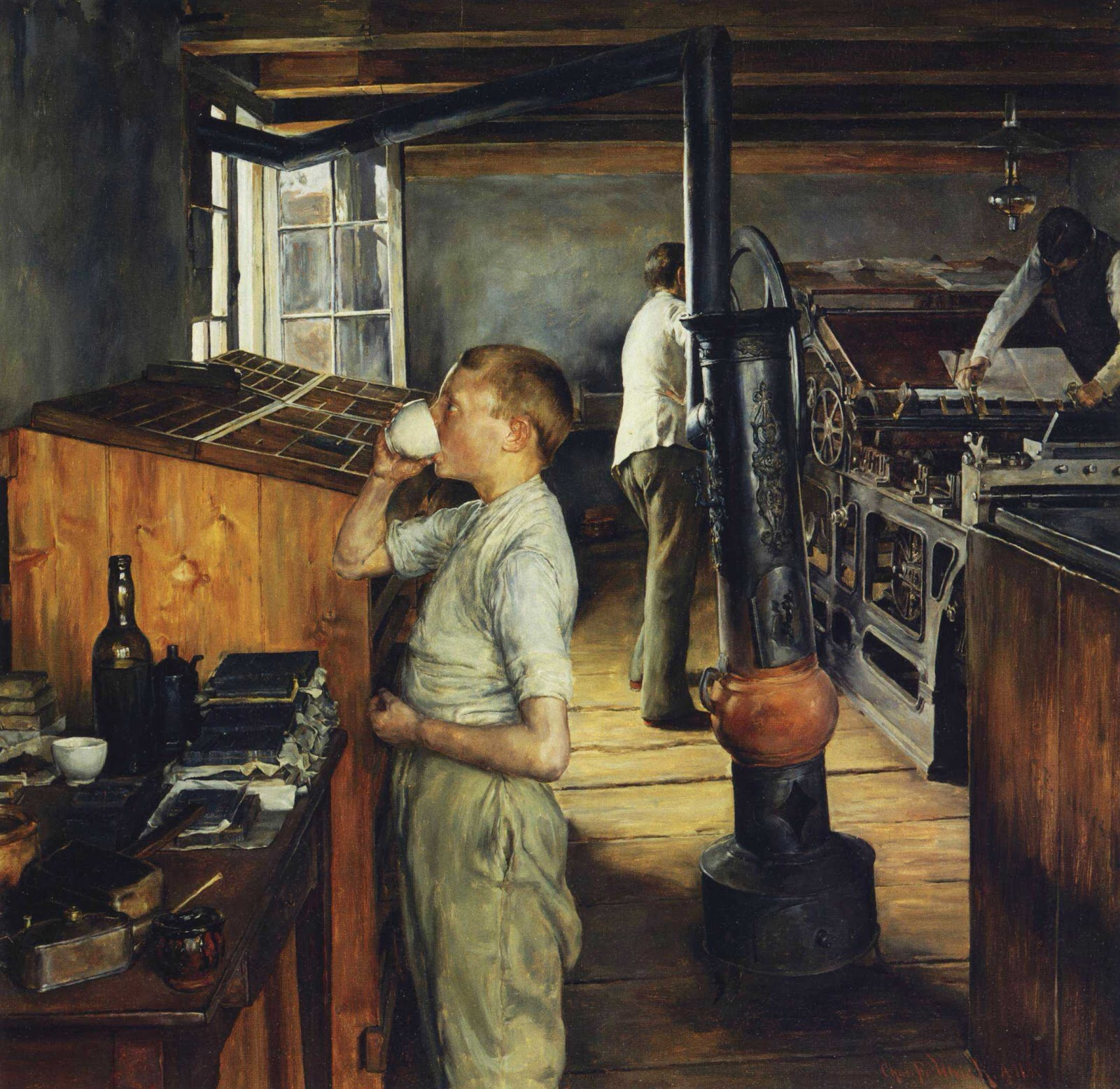
De stadsdrukkerij, Haarlem, Holland
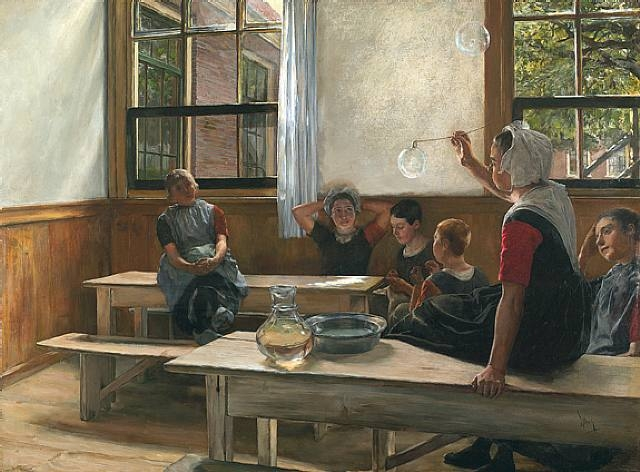
Bellen blazen in een Haarlems weeshuis
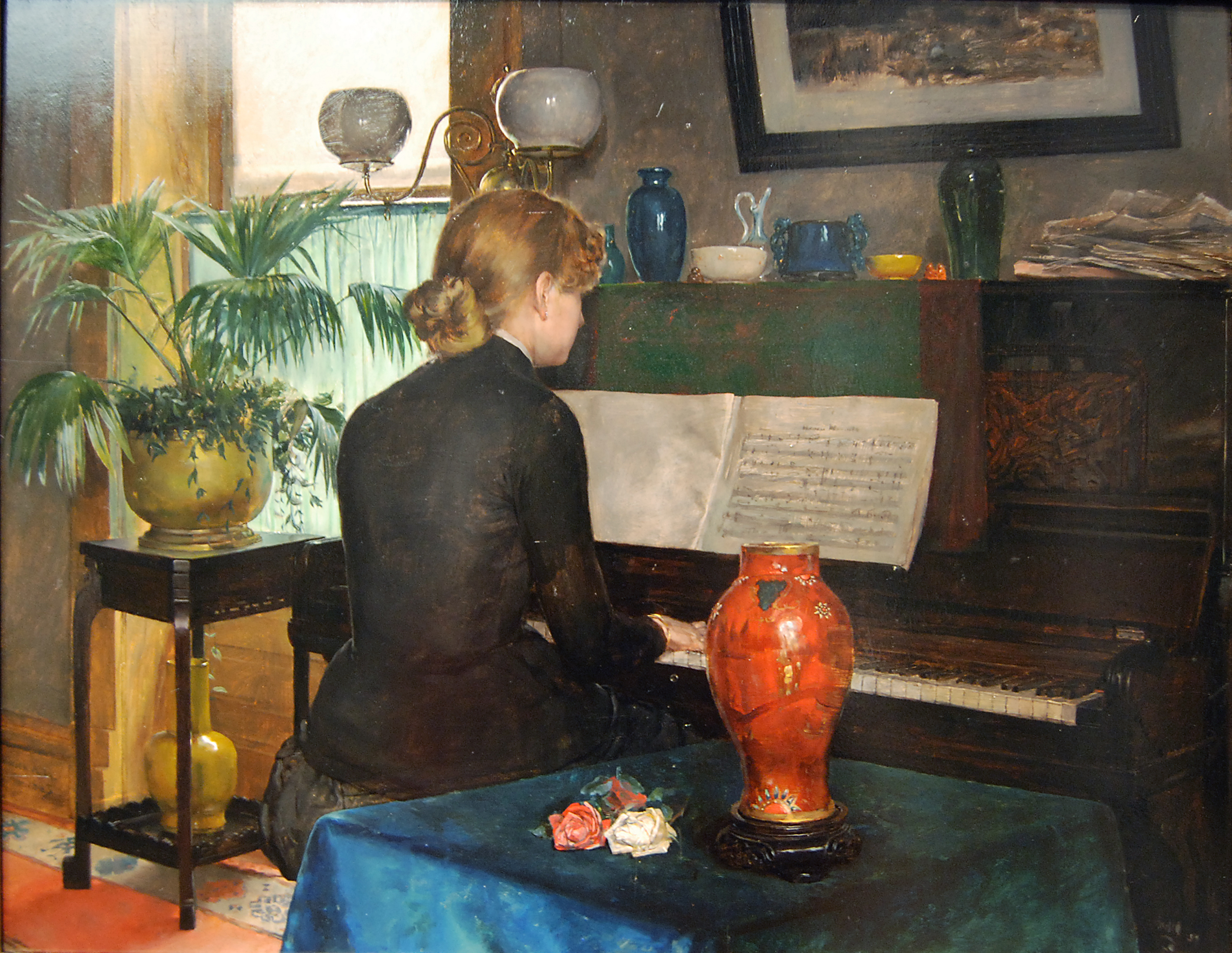
Moment musicale
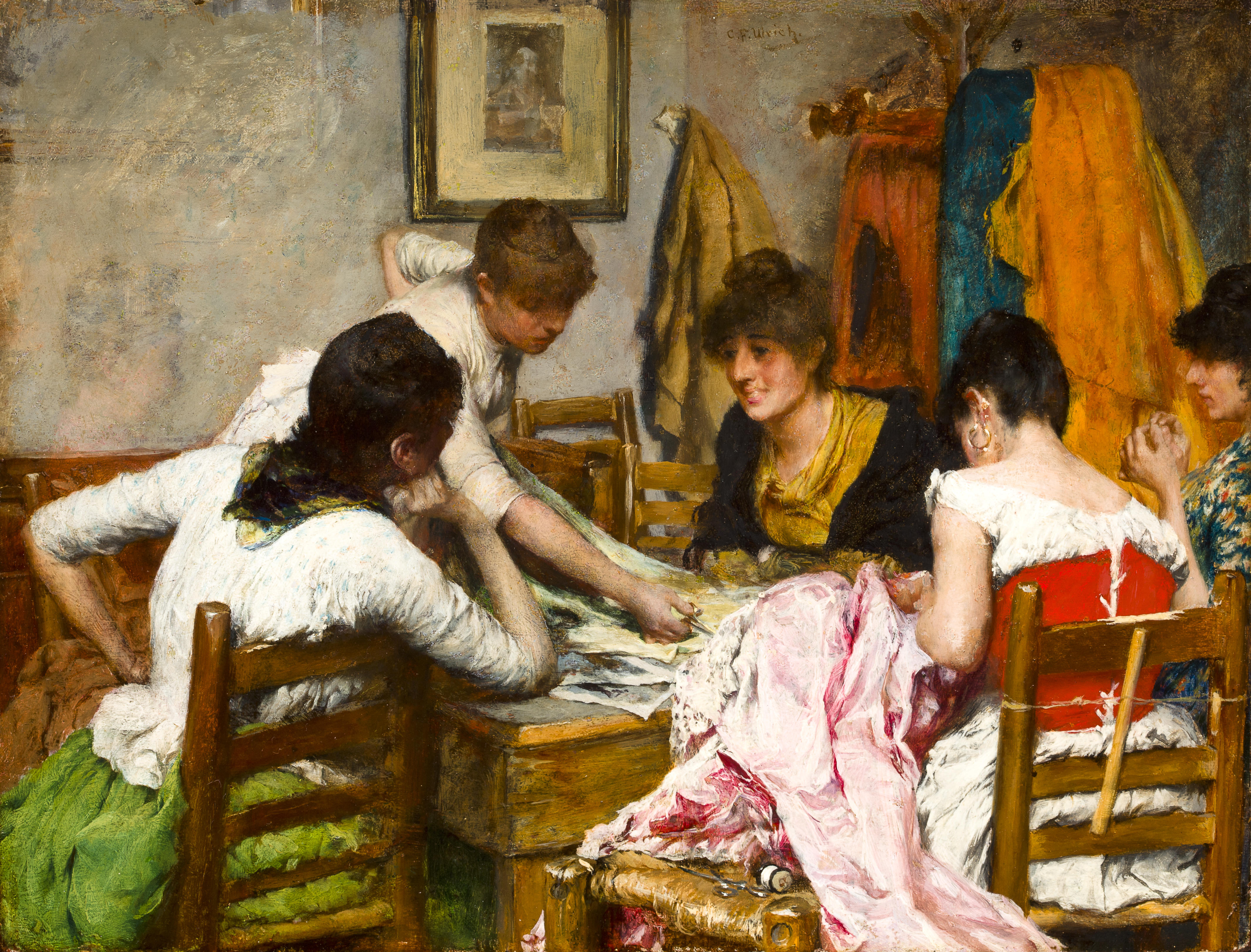
De nieuwe jurk
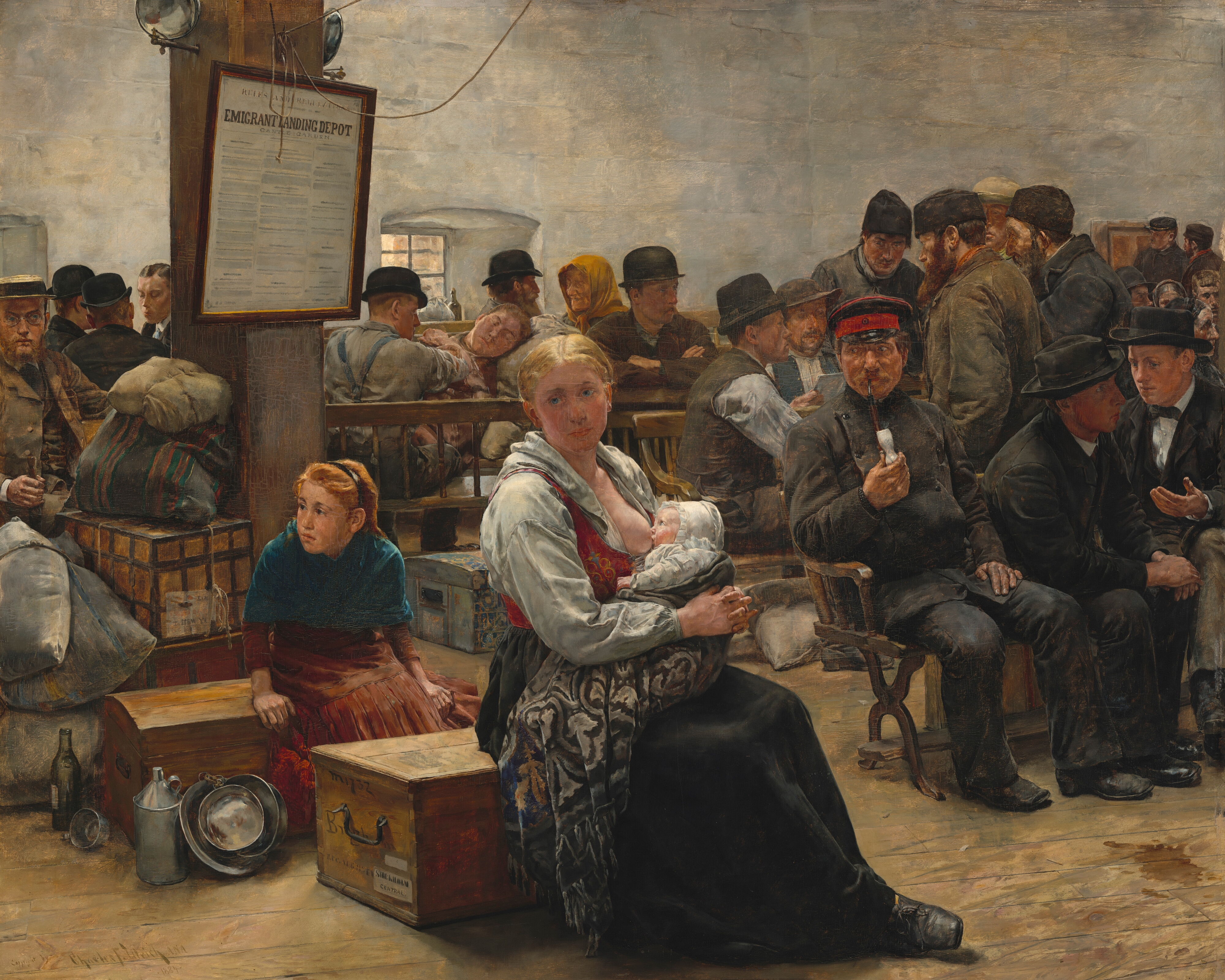
Het beloofde land, Castle Garden